# アニメーション
アニメーション（英: animation）は静止画や静物を連続的に表示して鑑賞者に実在しない動きを感じさせる映像および技術である。日本ではアニメとも略称されるが、日本国外では「アニメ」という単語は日本の商業アニメーションのことのみを指す（後述）。

## 概要
アニメーションは実在しない「動き」の映像を作り出すことである（⇒#定義）。単なる静止画の連続に命を吹き込むことからアニメーションと呼ばれる（⇒#語源）。様々な種類のアニメーションが作られており、表現も制作手法も多様である（⇒#分類）。その媒体も様々で（⇒#媒体）、娯楽に留まらない用途で利用される（⇒#利用）。その歴史は古く、日本でも様々な名称で呼ばれてきた（⇒#歴史）。
アニメーションは連続して変化する絵や物により発生する仮現運動を利用している。この点でアニメーションは実写映画と原理が共通している。一方でこの脳内に起きた動きが現実世界で実際に起きたものか否かがアニメーションと実写映画を大きくわけている。

## 語源
Animation（アニメーション）は、ラテン語で霊魂を意味する Anima（アニマ）に由来しており、生命のない動かないものに命を与えて動かすことを意味する。

## 定義
アニメーションには広く合意された明確な定義が存在しない。以下は定義の一例である：
おおまかな共通認識として「静止画・静物を連続的に表示して『実在しない動き』を感じさせること」と理解される。これは「静止画を連続的に表示して『実在する動き』を脳内に再現する」実写映画と対照的である。

## 分類
アニメーションは様々な観点から分類できる。

### 表現に基づく分類
映像スタイルに基づいてアニメーションはフル・アニメーションとリミテッド・アニメーションに大別される。前者は実写に接近するような自然なアニメーションを志向し、後者は意図的な制約による絵の単純化・記号化がなされたアニメーションを志向する。

### 制作手法に基づく分類
以下は制作手法（絵の素材と造形法）に基づく分類の一覧表である：
| 名称                         | 名称                         | 素材     | 造形法              | 上位分類                         |
| ---------------------------- | ---------------------------- | -------- | ------------------- | -------------------------------- |
| デジタル作画アニメーション   | デジタル作画アニメーション   | -        | 作画                | 手描きアニメーション             |
| セルアニメーション           | セルアニメーション           | セル     | 作画                | 手描きアニメーション             |
| ペーパーアニメーション       | ペーパーアニメーション       | 紙       | 作画                | 手描きアニメーション             |
| ピンスクリーンアニメーション | ピンスクリーンアニメーション | 針       | 彫刻（スライド）    |                                  |
| クレイアニメーション         | クレイアニメーション         | 粘土     | 彫刻                | ストップモーションアニメーション |
| 切り紙アニメーション         | 切り紙アニメーション         | 紙       | カッティング + 操作 | ストップモーションアニメーション |
|                              | 影絵アニメーション           | 紙・板金 | カッティング + 操作 | ストップモーションアニメーション |
| 3DCGアニメーション           | 3DCGアニメーション           | -        | モデリング + 操作   | ストップモーションアニメーション |
| 人形アニメーション           | 人形アニメーション           | 布・樹脂 | 人形制作 + 操作     | ストップモーションアニメーション |
| ピクシレーション             | ピクシレーション             | 人       | ポージング          | ストップモーションアニメーション |

様々なアニメーション（クリックして再生）
- セル
『白雪姫』
- ペーパー
- クレイ
『Gumbasia』
- カットアウト
『なまくら刀』
- 3DCG
『Joy & Heron』
- 人形
『Roundand』
- ピクシレーション
TAP Dompierre Sur Mer 2019

上記のほか、油絵、黒板にチョークで描いた絵、岩に描いた絵などをコマ撮りするなどの様々な手法がある。またフィルムに直接絵を描く手法も存在し、現像済みの真っ黒のフィルムを引っかいて絵を描くものはシネカリグラフ、透明なフィルムに直接絵を描くものをフィルム・ペインティングという。立体素材を用いるアニメーションにおいても、砂絵や毛糸を置いて作った絵や、平面に貼り付けた粘土をコマ撮りするなど、様々な他の技法が存在する。
現代日本においては毎年制作されるアニメーションのほとんどがセルアニメに分類される。

#### 手描きアニメーション
手描きアニメーション（、英: Hand-drawn animation）は1コマずつ人間が手描きしたアニメーションである。作画アニメーション（）とも。
古典的な手描きアニメーションにはペーパーアニメーション（パラパラマンガ）があり、透明な画材でのレイヤー分けにより産業化に成功したものとしてセルアニメーションがある。現在では紙とデジタルあるいはフルデジタルで制作されるのが商業的には主流である。2024年現在、日本において商業制作されるアニメーションの多くは手描きアニメーションである（参考: アニメ (日本のアニメーション作品)）。
手描きアニメーションは1コマずつ人の手で描かれるため大きな労力を要する。それと引き換えに手描きアニメーションは線画・シルエットの自由度が極端に高い。一方で彩色の手間も膨大であるため、塗りは割り切ってバケツ塗り（アニメ塗り）とするケースが商業的には多い。
ストップモーションアニメーションは定まった形状をもつモデルを先行して用意するため、輪郭線・シルエットはモデルの可動域のなかに制約されている。一方で彩色をモデル段階でおこなうため繊細な塗りをもったアニメーションを作り出せる。この2点は手描きアニメーションとは対照的である。

#### ペーパーアニメーション
ペーパーアニメーションは紙に描く、俗に言うパラパラマンガで、重ね合わせが使えないため、動かない背景やキャラクターまで全て1枚ずつ描く必要がある。アニメーションの歴史では最初期に使われたが、分業が困難なため、多人数による量産に向かず、商業的にはセルアニメーションに取って代わられる。画材を自由に選べる利点から、アート性の強いアニメーション作家の作品に使われたり、紙と画材さえあればいいというハードルの低さから、個人制作のアマチュアアニメで使われる技法である。

### コマ制作順による分類

#### ポーズ・トゥ・ポーズ
ポーズ・トゥ・ポーズ（英: pose-to-pose）は一連のキーポーズを先につくりその後に間のコマを埋めていくアニメーション制作方式である。
キーポーズを写すコマ/フレームは原画とも呼ばれ、間のコマを埋めることを中割という。観客へ印象付けたいポーズを明示的に作り込みやすく、またアニメーションの全体像を素早く作り確認できる利点がある。一方で中割を意識してキーポーズを設計しないと複数キーポーズを跨いだアニメーションで滑らかさが失われる・硬くなる欠点がある。
ストレート・アヘッドと対比される。

#### ストレート・アヘッド
ストレート・アヘッド（英: straight-ahead）は1コマ目から順々に画をつくっていくアニメーション制作方式である。
初めから終わりまで連続性をもったアニメーションを作りやすい利点がある。一方でいわゆる「魅せゴマ」を意識しないと印象的なポーズのコマを作りづらく、またアニメーションの全体像が完成まで確認できない欠点がある。
ポーズ・トゥ・ポーズと対比される。

## 媒体
アニメーションは様々なメディア (媒体) を通じて鑑賞者へ届けられる。以下は商業アニメーションにおける一例である：
- 映画（アニメーション映画）: 製作会社 → 配給会社 → 映画館 → 観客
- テレビ（テレビアニメーション）: 製作会社 → テレビ局 → 観客
- 映像パッケージ（OVA）：製作会社 → 流通 → 観客
- インターネット動画（Webアニメーション）：製作会社/個人製作 → 動画共有サービス運営 → 観客

## 利用
アニメーションは様々な利用目的で制作される。商業目的ではテレビアニメやアニメーション映画といったアニメーションによる娯楽作品が数多く製作されている。このほか、商業用としては広告やプロモーション・ビデオにもアニメーションが多用される。アニメーションは児童に情報をわかりやすく伝える事に向いているとされるため、教育目的でのアニメーションも製作されている。一方、商業目的を持たない、芸術活動としてのアニメーション製作も存在する。
また、プロパガンダ目的でアニメーションが製作されることもある。

## 原理
映像の一種であるアニメーションはコマ送りされる一連の静止画であり、実際には動いていない。にも関わらずヒトは（適切に作られた）アニメーションを見て「滑らかに動いている」と感じられる。このヒトの奇妙で便利な特性がどのような仕組みで生まれているか、様々な研究がなされてきた。
映像の一種という観点からみると、アニメーションの「滑らかに動いている」という認識は運動錯覚、特に運動錯視の一種である。単純な図形のアニメーションで運動錯視は検証可能であり、ベータ運動やファイ現象と名付けられた運動錯視が見つけられ、その生物学的・心理学的原理が研究され部分的に解明されている。
一方で、アニメーションは実写映画は様々な点で異なる。アニメーションは「実在しない動き」を生むものであり（⇒#定義）、これによってしばしば導入される強い動きの誇張、特にコマ落としのような非現実的なコマ間の跳躍はその一例である。これがヴェルトハイマー以来の伝統的な仮現運動研究で説明できるのかは一部研究者から疑問が呈されており、いまだ研究の途上にある。

## 技法
動きをつけるための様々な技法が存在する。

### トランスフォーム

平行移動するヤギ

トランスフォーム（英: transform）はモデルやパーツの位置・向き・大きさを各コマで変化させ動きをつくる技法である。（座標）変換とも。
ストップモーション・アニメーションではまずキャラクターとなるモデルを用意し、このモデルを用いてアニメーションを制作する。この際、モデルの位置・向き・大きさを変化させ動きをつくる技法がトランスフォームである。直観的には単に「モノを動かして動きをつける」ことに相当する。カットアウトアニメーションがその代表例で、関節で繋がれたパーツを回転・モデル全体を移動してコマ撮りしアニメーションを実現している。コンピュータアニメーションは計算機上にモデルが存在するため、モデルの座標・方向・スケール情報を用いて容易にトランスフォーム（と復元）が可能である。

### 変形
変形（、英: deform）はモデル形状を各コマで変化させ動きをつくる技法である。デフォームとも。
ストップモーション・アニメーションではまずキャラクターとなるモデルを用意し、このモデルを用いてアニメーションを制作する。この際、モデルの形状を変化させ動きをつくる技法が変形である。クレイアニメーションがその代表例で、粘土の可塑性を利用し少しずつ形状を変えながらコマ撮りしアニメーションを実現している。コンピュータアニメーションは計算機上にモデルが存在するため、頂点やピクセルの座標情報を用いて容易に変形（と復元）が可能である。

## 祭典
アニメーションに関する様々な祭典（例: 見本市、映画祭）が開かれている。以下は国際的な祭典・部門の一例である：
- 世界3大アニメーション映画祭[37]
  - アヌシー国際アニメーション映画祭
  - オタワ国際アニメーションフェスティバル
  - ザグレブ国際アニメーション映画祭

### 過去の祭典
- 広島国際アニメーションフェスティバル（~2020）: 世界4大アニメーション映画祭の一つであった

## 呼称の変遷
現在「アニメーション」と呼ばれている映像作品にはかつて様々な別の呼称が存在した。

### Animated Cartoon
英: Animated Cartoon は現在のアニメーションに相当する映像作品にかつて英語圏で用いられていた呼称である。
映画が誕生し、フィルム上に1枚ずつ描画して動きを表現していたものを実写と区別してAnimated Cartoonと称していた。

### 凸坊新画帖
凸坊新画帖（）は現在のアニメーションに相当する映像作品にかつて用いられていた呼称である。
明治期末に国外から短編アニメーションが輸入、上映され、「凸坊新画帖」と題されて公開された。これが最初のアニメーションの日本語訳とみなされる。

### 線画
線画（）は現在のアニメーションに相当する映像作品にかつて用いられていた呼称である。
映画のクレジット等の記録では、1930年代は「線画」がほとんどであった。「線画」の概念には、「線」による「画」という意味があり、実写映画に使われる地図、グラフや図表などを意味することがあった。スタッフはアニメーションだけでなく、地図、グラフや表、字幕なども描くことがあった。
1940年代は「線画」と「動画」が混在し、第二次世界大戦後は、ほとんど「動画」が使われるようになった。1943年のアニメーション入りの実写映画『ニッポンバンザイ』（朝日映画社）では、「線画」が使われている。

### 動画
動画（）は現在の（手描き）アニメーションに相当する映像作品にかつて用いられていた呼称である。動画映画とも。
戦前から戦後初期には現在の原画・動画・アニメーターに相当するアニメーション制作の工程・役職として「動画」の語が用いられていた。様々なアニメーション映画のクレジットに「動画」が登場している（『くもとちゅうりっぷ』1943年・松竹動画研究所、『フクちゃんの潜水艦』1944年・朝日映画社、『すて猫トラちゃん』1947年・日本動画社）。この語法には政岡憲三が関与している。この時点で「動画」は映像の分類としての意味をもっていない。
戦後には 英: animation の訳語あるいは手描きアニメーションの総称として「動画」が用いられるようになった。「動画」が指す範囲は当時から曖昧であり、戦前の用法からニュアンスを引き継いで手描きアニメーションを指す場合や、アニメーション全般を指す場合もあった。そのため 英: animation の訳語としての用法には批判があった。
1948年7月5日の参議院労働委員会で、東宝の労働問題に関する報告のなかで、「動画」が使用されている。

### 漫画映画・テレビまんが
1980年代頃までは、「漫画映画」「テレビまんが」といった呼称が使われていた。また、主題歌CD集などでは2000年代においても現行作品を指してアニメーションと特撮を一括してテレビまんがと呼ぶ事例もある（日本コロムビアの混載CD「テレビまんが大行進」シリーズなど）。
1980年代以降は、テレビや映画などの映像物である動画の「アニメ」と、印刷物など静止画の「漫画」は区別されて呼称されるようになり、アニメーションを「漫画」とする用例は衰退していった。

### アニメーション
アニメーションは現在の呼称である。
英: animation のカタカナ語として「アニメーション」と呼称されている。1980年代以降、テレビや映画などの映像物である動画の「アニメ」と、印刷物など静止画の「漫画」が区別されて呼称されるようになり、「アニメーション」が主流の呼称となった。
雑誌「小型映画」では1965年6月号までカタカナ語の「アニメーション」の語およびそれとセットの略称「アニメ」が用いられていた。7月号で「アニメ」がアニメーションの略であるという断りなしで初めて使用された。絵本シリーズ『テレビ名作アニメ劇場』ポプラ社はタイトル名にアニメを使用した最初の書籍とみられる。

### アニメ
日本においてはアニメーションのことをアニメとも略称し、この2つの語に意味の違いはないが、アニメーション学においては日本製作の娯楽作品のみを「アニメ」として使い分ける場合がある。また、海外ではw:Animeをもって「商業娯楽系の日本風アニメーション」を指す場合が多く、この2単語は明確に使い分けられている。

### その他
その他にも様々な会社・評論家が提案した名称が存在する。一例として「アニメラマ」「アニメート」がある。